# Mouette de la Frise orientale
Pour les articles homonymes, voir Mouette, Frise, Frise orientale, Poule de Frise et Mouette de Groningue.
 (octobre 2022).
Si vous disposez d'ouvrages ou d'articles de référence ou si vous connaissez des sites web de qualité traitant du thème abordé ici, merci de compléter l'article en donnant les références utiles à sa vérifiabilité et en les liant à la section « Notes et références ».
La mouette de la Frise orientale est une race de poule domestique.

## Origine

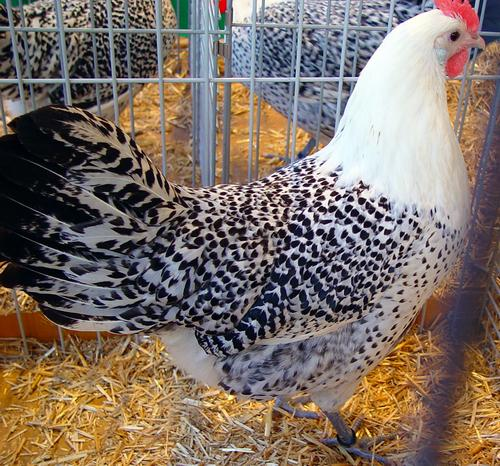
Poule Mouette de la Frise orientale au plumage argenté crayonné noir.

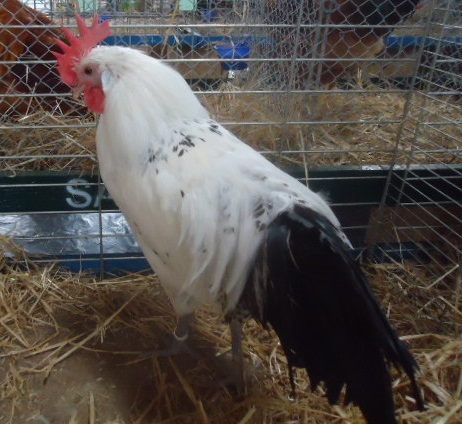
Coq Mouette de la Frise orientale au plumage argenté crayonné noir.

La mouette de la Frise orientale est une ancienne race de volailles fermières de la Frise orientale (Allemagne). Elle a été obtenue à partir de poules de Frise qui étaient exceptionnelles par leur taille et leur poids. Elle a également permis la réintroduction d'une autre race de volailles avec qui elle a des origines communes : la mouette de Groningue. Les deux races ne se distinguent que par la couleur de leurs yeux : jaune-rouge à brun-rouge c'est la mouette de la Frise orientale, brun foncé chez la mouette de Groningue.

## Description

### Grande race
Forme de poule commune, de taille moyenne, mais non lourdaude ; port de hauteur moyenne ; emplumage bien serré au corps ; différence complète entre le dessin du coq et celui de la poule ; race vive.
Elle pond environ 170 œufs par an.

### Naine
Volaille naine de type poule commune ; avec profil presque rectangulaire et queue un peu relevé. Différence complète entre le dessin du coq et celui de la poule. Vive mais familière.
Elle pond environ 120 œufs par an.

## Standard

### Grande race
- Crête : Simple, de grandeur moyenne ; régulièrement dentée ; lobe ne suivant pas la ligne de la nuque.
- Oreillons : pas trop grands ; lisses ; blancs.
- Yeux : Vifs ; assez grands ; iris jaune-rouge à brun-rouge.
- Couleur de la peau : Blanche.
- Tarses : de longueur moyenne ; ossature fine ; bleu ardoisé.
- Plumage : Bien fourni et bien serré au corps ; les plumes ont deux ou trois paires de dessins crayonnés, plutôt grands et carrés.
- Variétés : argenté crayonné noir, doré crayonné noir.
- Poids idéal : Coq : 2,25 à 3 kg ; Poule : 1,75 à 2,5 kg.
- Œufs : 55 g; Coquille blanche.
- Diamètre des bagues : Coq : 18 mm ; Poule : 16 mm.

### Naine
- Crête : Simple, de grandeur moyenne ; lobe ne suivant pas la ligne de la nuque.
- Oreillons : de grandeur moyenne ; lisses ; blancs.
- Yeux : grands ; iris rouge ; iris brun toléré chez la poule.
- Couleur de la peau : Blanche.
- Tarses : de longueur moyenne ; ossature fine; bleu ardoise.
- Plumage : Bien fourni et bien serré au corps ; les plumes ont deux ou trois paires de dessins crayonnés, plutôt grands et carrés.
- Variétés : argenté crayonné noir, argenté crayonné bleu, doré crayonné noir, doré crayonné bleu, fauve crayonné blanc.
- Poids idéal : Coq : 1 kg ; Poule : 900 g.
- Œufs : 35 g ; Coquille blanche.
- Diamètre des bagues : Coq : 13 mm ; Poule : 11 mm

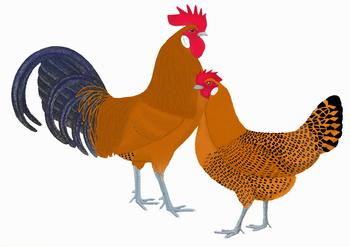
Variété dorée crayonnée noir.
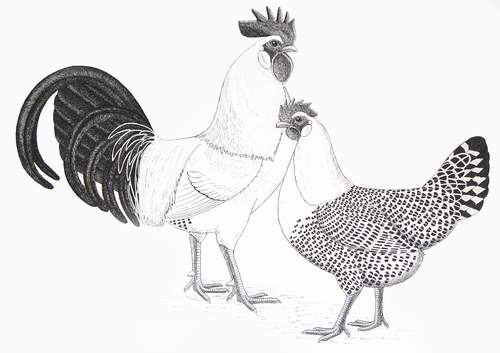
Variété argentée crayonnée noir.
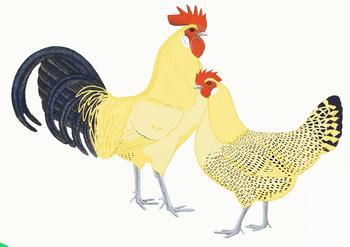
Variété citronnée crayonnée noir.
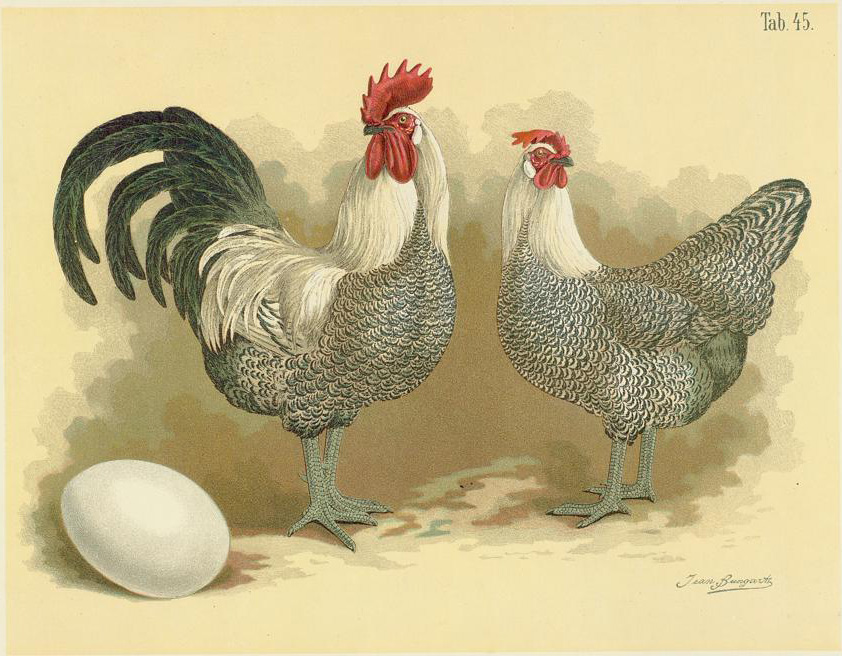
Gallus domesticus campinensis

## Sources
- Le Standard officiel des volailles (Poules, oies, dindons, canards et pintades), édité par la FFV.